# Fümmelser Holz
Koordinaten: 52° 8′ 52″ N, 10° 30′ 0″ O
Das Fümmelser Holz ist ein kleines, nördlich des Oderwaldes gelegenes Waldgebiet westlich der Stadt Wolfenbüttel. Namensgeber ist der Ort Fümmelse. Der Wald wird von der A 36 durchschnitten.
Das 145 ha-große Waldgebiet ist seit 1966 Landschaftsschutzgebiet.